# Getteröns fågelreservat
Getteröns fågelreservat este o arie protejată (arie specială de conservare — SAC, sit de importanță comunitară — SCI, arie de protecție specială avifaunistică — SPA) din Suedia întinsă pe o suprafață de 350,4 ha, integral pe uscat.

## Localizare
Centrul sitului Getteröns fågelreservat este situat la coordonatele 57°07′57″N 12°14′28″E / 57.1324°N 12.241°E.

## Înființare
Situl Getteröns fågelreservat a fost declarat sit de importanță comunitară în decembrie 1995 pentru a proteja 21 de specii de animale. Alte tipuri de protecție:
- arie de protecție specială avifaunistică (în martie 1996)[2]
- arie specială de conservare (în martie 2011)[1][3][4]

## Biodiversitate
Situată în ecoregiunile continentală și marină Atlantică, aria protejată conține 4 habitate naturale: Salicornia și alte specii anuale care populează regiunile mlăștinoase și nisipoase, Pășuni atlantice udate de apa mării (Glauco-Puccinellietalia maritimae), Terase mlăștinoase și terase nisipoase neacoperite de apă la reflux, Lagune de coastă.
La baza desemnării sitului se află mai multe specii protejate de  păsări (21): Branta leucopsis, Calidris alpina schinzii, chirighiță neagră (Chlidonias niger), erete de stuf (Circus aeruginosus), erete vânăt (Circus cyaneus), Cygnus columbianus bewickii, lebădă de iarnă (Cygnus cygnus), șoim de iarnă (Falco columbarius), Gallinago media, cocor (Grus grus), sitar de mal nordic (Limosa lapponica), ferestraș mic (Mergus albellus), vultur pescar (Pandion haliaetus), notatița cu ciocul subțire (Phalaropus lobatus), bătăuș (Philomachus pugnax), ploier auriu (Pluvialis apricaria), cresteț pestriț (Porzana porzana), ciocântors (Recurvirostra avosetta), chiră mică (Sterna albifrons), chiră de baltă (Sterna hirundo), fluierar de mlaștină (Tringa glareola).